# ぜんぶ、フィデルのせい
『ぜんぶ、フィデルのせい』（仏: La Faute à Fidel!、英: Blame It on Fidel）は、政治的で左翼的な映画づくりで有名なギリシャ出身・フランスの映画監督・脚本家コスタ＝ガヴラスの娘、ジュリー・ガヴラス監督初の長編劇映画・フィクション作品。1968年の五月革命、フランコ独裁政権のスペイン、1970年のアジェンデ大統領の就任によるチリ社会主義政権成立などを背景に、主としてパリにおけるフランスの反体制（共産主義や社会主義）運動に参加する父親と、人工妊娠中絶の権利を求めるフランスのウーマンリブ運動に参加する母親を持った娘の視点から、親との葛藤と自身の成長の過程を描く。題名の「フィデル」は指導者として1959年のキューバ革命で社会主義政権を成立させたキューバ国家元首のフィデル・カストロを指す。

## 概要
本作は、1970年代に主に欧米や日本などで反体制運動が高まった時代を背景として作られている。当時、五月革命やチリでの社会主義政権の登場で、左翼運動が世界の高度資本主義社会とチリなど一部のラテンアメリカ社会を席巻していた時代であった。
原作はイタリアの女性作家、ドミティッラ・カラマイ (Domitilla Calamai) の Tutta Colpa di FIDEL。原作では1968年から1970年までのローマが舞台となっているが、本作は1970年代のパリでの出来事に、自由選挙で成立した世界史上初の社会主義政権となったチリのアジェンデ大統領の選挙直前（1970年）からチリのクーデタ（1973年）までをエピソードとして取り込む。1993年にガヴラス監督がローマに一年間滞在した際、作家のドミティッラの父親のアパートに住んで原作に接し、感動したことがきっかけとなったと語っている。
ガヴラス監督は本作に取り組むまで長編ドキュメンタリーと短編映画を手がけたが、初の長編フィクション作品の発表で、本作品は映画監督としての本格的デビュー作となった。子どもが革新的でおとなは保守的という定石を覆し、保守的な子どもと左翼活動家になってしまった両親との対比によって、「政治的、社会的なテーマを、新しい視点で描きたかった」と言う。脚本にも携わったガヴラスは、子どもの視点から、当時の政治や社会を再現する。また原作にも登場する家政婦に、キューバ出身で反共主義という政治的立場を織り込ませるなどドラマ性を加味する。
製作意図として監督は、観客に考えさせるような「知的なエンターテインメント」を目指したが、同時にサルコジ大統領による移民排斥政策は反対であると自らの政治的立場を明言した。カメラはひたすらアンナの目線にあわせて捉え、両親が外で何をしているかについて説明しない。これについて監督は、歴史的知識がなくても、アンナが出会ったできごとを追体験することができると語る。また、「この作品はあなたの子ども時代の経験を描いたのか」というインタビューを受け、これを否定してみせた。
ヒロインのアンナ役をつとめたのは新人のニナ・ケルヴィル。監督がオーディションで400人の中から「物語の女の子とイメージが似ていること」「50日間の撮影に耐えられる子」という条件をクリアした最終選考の5人中で、おとなに媚びない子どもであることなどを気に入った監督みずから白羽の矢を立てたと語っている。
監督の父親コスタ＝ガヴラスは、1982年にチリの軍事クーデターを題材にした映画『ミッシング』を製作したが、娘のジュリーは「父親からの影響は受けていない」と断言、本作をつくるうえで当時の状況を父に尋ねることなく自身の幼い時の印象から映画を製作したと語った。父親のコスタは、本作を見た感想として娘に「作品をジャッジすることは難しいが、好きだ」と語っている。また原作者のドミティッラ・カラマイは、「素晴らしい裏切り方をしてくれた」と評価したという。
本作品は第32回ドーヴィル・アメリカ映画祭 (Festival du cinéma américain de Deauville) でミシェル・ドルナノ賞 (Le prix Michel d'Ornano) を受賞し、2007年サンダンス映画祭のワールド・ドラマティック・コンペティションの上映でも反響があったという。日本では東京・恵比寿ガーデンシネマ（恵比寿ガーデンプレイス）、名古屋シルバー劇場（名古屋市中村区）、大阪・梅田ガーデンシネマ（梅田スカイビル）で1月19日に封切られ、順次各地で公開される予定。恵比寿ガーデンシネマでは、イメージカラーの赤にちなんでフランス産ミネラルウォーターヴィッテルと提携し、入場券売り場で販売する。また、育児中の鑑賞者のために託児システムが導入されている。日本でのキャッチコピーは「やっぱり大人は判ってくれない」。

## あらすじ
1970年。スペインの貴族階級出身で弁護士の父フェルナンドと、女性月刊誌『マリ・クレール』編集者の母マリーを持つ9歳のアンナは、パリで庭付きの広壮な邸宅に住みカトリックの名門ミッションスクール（小学校）に通学している。弟フランソワとともにバカンスはボルドーで過ごし、身の回りはキューバから亡命してきた家政婦に面倒を見てもらうブルジョワ生活を送っていた。ある日、フランコ独裁政権に反対する伯父の死で、スペインを逃れてきた伯母の家族がアンナの家にやってきて同居することになり、それをきっかけに父の態度が変わり始める。父は突然母とともに社会主義をめざす大統領選挙で沸くチリに旅立ち、帰国した両親は「キョーサン主義者」（共産主義者）へと変貌していた。活動家となってしまった両親によってアンナの生活は激変し、翻弄されながらもこれまで聞きなれない「キョーサン主義」、「チューゼツ」「ダンケツ（団結）」などの言葉を覚えてゆく。

## キャスト
- アンナ・デ・ラ・メサ - ニナ・ケルヴェル（日本語吹替：斎藤千和）
- マリー - ジュリー・ドパルデュー（日本語吹替：日野由利加）： アンナの母。
- フェルナンド - ステファノ・アコルシ（日本語吹替：大川透）： アンナの父。
- フランソワ - バンジャマン・フイエ（日本語吹替：矢島和葉）： アンナの弟。
- マリーの母 - マルティーヌ・シュヴァリエ（フランス語版）： アンナの祖母。
- マリーの父 - オリヴィエ・ペリエ（フランス語版）： アンナの祖父。
- イザベラ - マリー・クレメール（フランス語版）
- マチュー - ラファエル・ペルソナーズ
- マルガ - マール・ソデュープ（スペイン語版）： フェルナンドの姉。アンナの伯母。
- ピラル - ラファエル・モリニエール： マルガの娘。アンナの従姉妹。
- フィロメナ - マリー＝ノエル・ボルドー： 家政婦、キューバ人。
- パナヨタ - クリスティアナ・マルクー： 家政婦、ギリシア人。
- マイ・ラン - ティ・タイ・ティエン・グエン： 家政婦、ベトナム人。
- セシル - ガブリエル・ヴァリエール： アンナの友人。